# Francoski park
Francoski park tudi francoski formalni vrt, francosko jardin à la française (dobesedno, 'vrt na francoski način') je slog parka, ki temelji na simetriji razporejeni precej geometrično in se opira na točno začrtane vzorce ter uvaja red v naravo. V njih najdemo obrezane žive meje in grmovnice, grede z zasaditvami v obliki labirinta in geometrijskih likov, kipe in fontane. Najznačilnejši primer francoskega parka so vrtovi pred Versajsko palačo, oblikovani v 17. stoletju, delo krajinskega arhitekta Andréja le Notreja za kralja Ludvika XIV. Kasneje so to obliko kopirali širom po evropskih dvorcih.

## Zgodovina

### Vpliv renesanse
Parki à la française so se razvili iz francoskega renesančnega vrta, sloga, ki se je zgledoval po italijanskem renesančnem vrtu iz začetka 16. stoletja. Za italijanski renesančni vrt, ki ga je zaznamoval vrt Boboli v Firencah in Villa Medici v Fiesoli v Toskani, je bilo značilno blazinasto sajenje ali parterres (parter), oblikovan v geometrijske oblike in določene simetrične vzorce, z uporabo fontan in kaskad so vrt animirali, stopnišča in rampe so združile različne ravni vrta, jame, labirinti in kipi so dodali mitološke teme. Vrtovi so bili zasnovani da predstavljajo harmonijo in red, ideale renesanse in kot spomin na vrline starega Rima.
Po uvedbi v Italiji leta 1495, kjer je vrtove in gradove videl neapeljski kralj Karel VIII., je pripeljal italijanske obrtnike in oblikovalce vrtov, kot je bil Pacello da Mercogliano, v Neapelj in naročil izvedbo vrtov v italijanskem slogu na njegovem stalnem prebivališču na Château d'Amboise in na drugem zasebnem prebivališču v Amboisu, Château Gaillard. Njegov naslednik Henrik II., ki je tudi potoval po Italiji, je srečal da Vincija ustvarjati v bližini Bloisa. V letu 1528 je kralj Franc I. Francoski začel ustvarjati nove vrtove v palači Fontainebleau, z mnogimi fontanami, parterji, gozdom borovcev, ki so jih prinesli iz Provanse in prvo umetno jamo v Franciji. Château de Chenonceau je dobil dva vrtova v novem slogu, enega so ustvarili za Diane de Poitiers leta 1551, drugega za Katarino Medičejsko leta 1560.
Leta 1536 je arhitekt Philibert de l'Orme, po vrnitvi iz Rima, oblikoval vrtove Château d'Anet sledeč italijanskim pravilom razmerij. Skrbno urejena harmonija Aneta, s svojimi parterji in vodnimi površinami povezanimi z oddelki zelenja, je postal eden prvih in najbolj vplivnih primerov klasičnega francoskega vrta.
Medtem ko so bili parki francoske renesanse precej drugačni v svojem duhu in videzu kot tisti v srednjem veku, so bili še vedno povezani z arhitekturo gradov in so običajno obdani z obzidjem. Različni deli vrtov niso bili harmonično združeni in so bili pogosto na zahtevnih predelih, izbranih za enostavno obrambo in ne za lepoto. Vse to se je spremenilo v sredini 17. stoletja z razvojem prvega pravega vrta à la française.

### Vaux-le-Vicomte
Prva pomembna vrta à la française je v graščini Vaux-le-Vicomte, ki ga je začel oblikovati Nicolas Fouquet, intendant za finance pri Ludviki XIV., leta 1656. Fouquet je naročil Louisu Le Vau oblikovanje dvorca Charlesu Le Brunu oblikovanje kipov za vrt in André le Notreju ustvariti vrtove. Prvič se je zgodilo, da sta bila vrt in dvorec popolnoma integrirana. Velika perspektiva, ki se je raztezala 1500 metrov od vznožja gradu do kipa Herkula iz Farneseja, je bila prostor napolnjen s parterjem zimzelenih grmovnic v okrasnih vzorcih, obdanih z barvnim peskom, poti so bile urejene v rednih intervalih, ki so jih dopolnjevali kipi, bazeni, fontane in natančno v forme obrezane rastlinske skulpture. »Simetrija dosežena pri Vaux je dosegla stopnjo popolnosti in enotnosti redko podobno v umetnosti klasičnih vrtov. Dvorec je v središču te stroge prostorske organizacije, ki simbolizira moč in uspeh.« 

### Versajski vrtovi
Versajski vrtovi, ki jih je oblikoval André le Notre med 1662 in 1700, so bili največji dosežek vrtov à la francaise. To so bili največji vrtovi v Evropi - s površino 15.000 hektarjev in so ležali na osi vzhod-zahod, ki sledi poteku sonca: sonce je vzšlo nad Dvoriščem časti, osvetlil Marmorno dvorišče, prečkal dvorec in osvetlil kraljevo spalnico in nadaljeval na koncu Grand Canala, ki se je odseval v ogledalih »Dvorane ogledal«. V kontrastu z velikimi perspektivami, ki so dosegale obzorje, je bil vrt poln presenečenj - fontane, vrtički napolnjeni s kipi, ki omogočali bolj človeške in intimne prostore.
Osrednji simbol vrta je sonce, simbol Ludvika XIV., ki ga ponazarja kip Apolona v osrednjem vodnjaku. »Pogled in perspektive v in iz palače, se nadaljujejo v neskončnost. Da je kralj je vladal naravi se je odražalo tudi na vrtu, ne le kot njegova dominantnost nad njegovimi ozemlji, ampak preko dvora in njegovih podložnikov.

### Upad
André le Notre je umrl leta 1700, vendar so njegovi učenci in njegove ideje še naprej prevladovali pri načrtovanju vrtov v Franciji v času vladavine Ludvika XV.. Njegov nečak Degots je oblikoval vrt v Bagnolet (Seine-Saint-Denis) za Filipa II., vojvoda Orléansskega (1717) in v Champs (Seine-et-Marne), drug oblikovalec, Jean-Charles Garnier d'Isle, je ustvarjal vrtove za Madame de Pompadour v Crecyju (Eure-et-Loire) leta 1746 in Bellevue (Hauts-de-Seine) v 1748-1750. Tudi arhitekt Ange-Jacques Gabriel se je pri oblikovanju elementov vrtov v Choisyju (Val-de-Marne) in Compiègne navdihoval pri Versajskih vrtovih in ne v naravi.
Kljub temu pa so se začele pojavljati nekatere razlike v strogi geometriji vrta à la française. Čipkaste parterje z njihovimi številnimi krivuljami, so nadomestili parterji trave obrobljeni z gredicami, ki so bile lažje za vzdrževanje. Krog je postal elipsa, imenovana rotules, s potmi, ki žarkasto tečejo navzven v obliki "X", pojavile so se oblike nepravilnega osmerokotnika. Vrtovi so začeli slediti naravni krajini, namesto zemeljski del s katerimi so oblikovali umetne terase.
V sredini 18. stoletja je vpliv novega angleškega parka britanske aristokracije in lastnikov zemljišč in priljubljenost kitajskega sloga, ki so ga v Francijo prinesli jezuitski duhovniki iz dvora kitajskega cesarja, sloga, ki je zavračal simetrijo v korist narave in rustikalnih prizorov, prinesel konec vladavine simetričnega vrta à la française. V mnogih francoskih parkih in posestvih se je bil vrt, ki je bil najbližji hiši ohranil v tradicionalnem slogu à la française, ostali del parka pa se je preoblikoval v nov slog, ki se je različno imenoval: Jardin à l'anglaise (angleški vrt), anglo-chinois, exotiques ali pittoresques. To je zaznamovalo konec starim vrtov à la française in v Franciji prihod Jardin Paysager ali »krajinski vrt«, ki je bil navdih ne le arhitekturi ampak tudi slikarstvu, literaturi in filozofiji.

## Teoretiki in vrtnarji
Jacques Boyceau (c. 1560 - 1633) superintendent kraljevih vrtov pod Ludvikom XIII., je postal prvi teoretik novega francoskega sloga. Njegova knjiga Traité du jardinage selon les raisons de la nature et de l'art. Ensemble divers desseins de parterres, pelouzes, bosquets et autres ornements je bila objavljena po njegovi smrti leta 1638. Njegovih enainšestdeset graviranih modelov za parterje in boskete je naredilo knjigo za vrtove, ki je vplivala na oblikovanje Luksemburške palače, vrtovi Tuilerije in vrtovi Saint Germain-en-Laye.
Claude Mollet (ca. 1564, tik pred 1649) je bil glavni vrtnar treh francoskih kraljev; Henrika IV., Ludvika XIII. in mladega Ludvika XIV. Njegov oče je bil vodja vrtnarjev v Château d'Anet, kjer so uvedli italijanski formalni vrt v Franciji in kjer je bil Claude vajenec, njegov sin André Mollet  pa je francoski slog prinesel na Nizozemsko, Švedsko in v Anglijo.
André le Notre (1613-1700) je bil najbolj pomemben avtor v zgodovini francoskega vrta, sin vrtnarja Ludvika XIII, ki je delal po načrtih Vaux-le-Vicomte, preden je postal glavni vrtnar Ludvika XIV. med letoma 1645 in 1700, in oblikovalec Versajskih vrtov, največjega vrtnarskega projekta tiste dobe. Vrtovi, ki jih je ustvaril, so postali simbol francoske veličine in racionalnosti, ki je določal slog evropskih vrtov do prihoda angleškega krajinskega parka v 18. stoletju.
Joseph-Antoine Dezallier d'Argenville (1680-1765) je napisal Theorie et traite de jardinage, določena načela vrta à la francaise in dodal risbe in modele vrtov in parterjev. Knjiga je bila večkrat ponatisnjena in v knjižnicah aristokratov po vsej Evropi.
| Pojem       | prevod    | Definicija |
| ----------- | --------- | --- |
| Parterre    | Parter    | Blazinasto sajenje, po navadi kvadratne ali pravokotne oblike, ki vsebuje okrasen vzorec narejen z nizkimi strogo obrezanimi živimi mejami, barvastim peskom in včasih cvetjem. Parterji so običajno v geometrijskih vzorcih, razdeljeni s peščenimi potmi. Namenjeni so pogledom od zgoraj, iz hiše ali terase. Parterre de gazon je bil narejen iz šote z izrezanim vzorcem in napolnjen s peskom. |
| Broderie    | Vezenina  | Zelo nakodran dekorativni vzorec v parterju, ustvarjen s prirezanimi tisami ali izrezan vzorec iz travnika, napolnjen z barvnim peskom. |
| Bosquet     | Šopek     | Majhna skupina dreves, običajno nekoliko oddaljena od hiše, zasnovana kot okrasno ozadje |
| Allée       | Aleja     | Ravna pot, pogosto obsajena z drevesi. |
| Topiary     | Topiarij  | Drevesa ali grmi obrezane v okrasne oblike. V francoskih vrtovih so običajno obrezani v geometrijske oblike. |
| Patte d'Oie | Gosja pot | Tri ali pet poti ali alej, ki se širijo navzven iz ene same točke. |

## Načela
Jacques Boyceau de La Barauderie je v 1638 napisal v svoj Traite du jardinage selon les raisons de la nature et d'art, da »je glavni razlog za obstoj vrta estetsko veselje, ki ga daje gledalcu.« 
Oblika francoskega vrta je bila v veliki meri določena sredi 17. stoletja. Imel je naslednje elemente, ki so postali značilnost formalnega francoskega vrta:
- geometrijski tloris z uporabo najnovejših odkritij perspektive in optike.
- teraso s pogledom na vrt, tako da je obiskovalec videl celoten vrt naenkrat. Kot francoski krajinski arhitekt je Olivier de Serres napisal leta 1600, »Zaželeno je, da bi morali vrtove gledati od zgoraj, bodisi iz zidu ali iz terase dvignjene nad parter.[12]
- Vsa vegetacija je omejena in usmerjena, da se dokaže mojstrstvo človeka nad naravo.[13] Drevesa so posajena v ravnih linijah in pazljivo obrezana, tudi njihovi vrhovi so obrezani na določeno višino.
- dvorec služi kot osrednja točka za vrt in njegov osrednji okras. Nobeno drevo ni posajeno v bližini hiše, hiša je ločena z nizkim parterjem in prirezanim grmovjem.
- centralna os ali perspektiva, pravokotna na fasado hiše, na nasprotni strani je drugi vhod. Os se razširja bodisi vse tja do obzorja (Versailles) ali kosa skulpture ali arhitekture (Vaux-le-Vicomtu). Os je obrnjena bodisi na jug (Vaux-le-Vicomte, Meudon) ali vzhod-zahod (Tuileries, Clagny, Trianon, Sceaux). Glavna os je sestavljena iz trate ali bazena z vodo, obdano z drevesi. Glavno os prečka ena ali več pravokotnih perspektiv in poti.
- Najbolj izčrpni parter ali blazinasta zasaditev ima obliko kvadrata, ovala, kroga ali zvitka in so postavljeni v simetričnem in geometrijskem redu v neposredni bližini hiše, za dopolnitev arhitekture in je viden od zgoraj iz sprejemnice.
- Parterji v bližini dvorca so napolnjeni z vezenino, obliko, ustvarjeno iz nizkega pušpana, ki spominja na vzorce preproge in nudi polikromatski učinek, s cvetjem ali obarvanim opečnim drobirjem ali peskom.
- Dlje od hiše, so vezenine zamenjane z enostavnejšimi parterji, napolnjeni s travo in pogosto vsebujejo fontane ali bazene z vodo. Poleg teh, majhni skrbno urejeni nasadi dreves služijo kot posrednik med formalnim vrtom in množico dreves v parku. »Idealen kraj za sprehod, ti prostori predstavljajo poti, zvezde, kroge, gledališča zelenja, galerije, prostor za žoganje in praznične prireditve.« [14]
- Vodna telesa (kanali, bazeni) služi kot ogledala, podvojitev velikosti hiše ali dreves.
- Vrt je animiran s kiparskim okrasjem, po navadi z mitološkimi temami, ki poudarjajo perspektive in zaznamujejo križišča osi ter s premikanjem voda oblikujejo kaskade in fontane.

### Barve, cvetje in drevje
Okrasne rože so bile razmeroma redke v francoskih vrtovih v 17. stoletju in tudi obseg barv je bil omejen: modra, roza, bela in slezenasta. Svetlejše barve (rumena, rdeča, oranžna) so prišle šele okoli 1730, zaradi botaničnih odkritij, ki so jih prinesli  iz celega sveta v Evropo. Čebulice tulipanov in drugih eksotičnih rož so prišle iz Turčije in Nizozemske. Pomembno okrasno funkcijo v Versaillesu in drugih vrtovih je topiari, drevesa ali grmi obrezani v geometrijskih ali fantastičnih oblikah, ki so bili posajeni v vrstah vzdolž glavne osi vrta, izmenično s kipi in vazami.
V Versaillesu so cvetne gredice našli le v Grand Trianon in parterju na severni strani palače. Cvetje so običajno prinesli iz Provanse, jih hranili v lončkih in zamenjali trikrat ali štirikrat na leto. Zapisi o palači iz leta 1686 kažejo, da so uporabili 20.050 čebulic narcis, 23.000 ciklam in 1700 sadik lilij.
Večina dreves v Versaillesu je bila odvzeta iz gozda: beli gaber, črni brest, lipa in bukev. Tam so bili tudi kostanji iz Turčije in akacije. Velika drevesa so izkopali iz gozdov Compiègne in Artois in jih presadili v Versaillesu. Mnogi so se pri presajanju posušila in jih je bilo treba redno menjati.
Drevesa v parku so bila obrezana tako horizontalno kot sploščena na vrhu, kar jim je dalo želeno geometrijsko obliko. Šele v 18. stoletju so lahko prosto rastla.

## Arhitektura
Oblikovalci francoskega vrta videl svoje delo kot vejo arhitekture, ki je preprosto podaljšal prostor v stavbi na prostor zunaj zidovja in podredil naravo v skladu s pravili geometrije, optike in perspektive. Vrtovi so bili zasnovani kot stavbe, z nizom prostorov, ki bi lahko obiskovalca popeljali skozi po ustaljeni poti, hodniku in preddverju s sosednjimi prosotri. V svojih načrtih so uporabljali jezik arhitekture: prostori so bili salles, chambres in théâtres zelenja. Stene so sestavljale žive meje in stopnišče je bilo iz vode. Na terenu so bile tapis ali preproge, trave, brodés ali vezenine z rastlinami, drevesa so bila oblikovana vzdolž ulic v rideaux ali zavese. Tako kot arhitekti so namestili sisteme oskrbe z vodo za oskrbo fontan in bazenov vrta. Dolgi bazeni polni vode so nadomestili zrcala in vode iz fontane so nadomestile lestence. V bosquet du Marais v Versajskih vrtovih, je André le Notre postavil mize iz belega in rdečega marmorja, ki so služile za malicanje. Tekoča voda v bazenih in fontanah je posnemala litje vode iz vrčev in kristalnih kozarcev. Dominantna vloga arhitekture v vrtu se ni spreminjala vse do 18. stoletja, ko je v Evropo prispel angleški vrt in navdih za vrtove se je začel spreminjati iz romantičnega slikarstva.

## Predstave
Vrt à la francaise je bil pogosto uporabljen za prikaz iger, spektaklov, koncertov in ognjemet. Leta 1664 je Ludvik XIV. praznoval šest-dnevni festival v vrtovih, s kavalkado, komedijami, baletom in ognjemetom. Versajski vrtovi so bili vključeni v gledališče vode, okrašene s fontano in kipi otroških bogov (uničenih med letoma 1770 in 1780). Zgrajene so bile ladje v naravni velikosti za jadranje po Grand Canal, na prostem je bila plesna dvorana, obdan z drevesi; vodne orgle, labirint in jama.

## Perspektive
Arhitekti vrta à la française se pri svojem delu niso ustavili pri uporabi pravil geometrije in perspektive - v prvih objavljenih razpravah o vrtovih v 17. stoletju, so namenili cela poglavja tej temi, kako popraviti ali izboljšati perspektivo, ustvariti iluzijo večje razdalje. To so pogosto storili z oženjem alej ali z vrstami dreves, ki so se zbliževala ali so jih obrezali tako, da so postala postopoma krajša, dlje ko so bila od središča vrta ali dvorca. To je ustvarilo iluzijo, da je perspektive več in da je bil vrt večje kot je bil v resnici.
Še en trik, ki so ga uporabljali francoski oblikovalci vrtov je bila Ha-ha (fr: saute-de loup). To je tehnika prikrivanja ograje, ki je prečkala dolgo alejo ali perspektivo. Globok in širok jarek z navpično kamnito steno na eni strani, izkopan kjer je ograja prečkala pogled ali je bila ograja dana na dno jarka, tako da je gledalec ni videl.
Ko so vrtovi postali bolj in bolj ambiciozni in izumetničeni skozi 17. stoletje, niso več služili kot okras dvorcev. V Chantillyju in na Saint-Germainu je dvorec postal dekorativni element  precej večjega vrta.

## Tehnologija
Videz francoskega vrta v 17. in 18. stoletju je bila posledica razvoja več novih tehnologij. Prva je bila géoplastie, znanost premikanja velikih količin zemlje. Ta znanost je poznala več tehnoloških razvojev. Tehnologijo je izumila vojska po uvedbi topov in modernega vojskovanja obleganja, ko so morali kopati jarke in hitro graditi zidove in zemeljske utrdbe. To je pripeljalo do razvoja košare za prenašanje zemlje na hrbtu, samokolnice, vozičkov in vagonov. André le Notre je te metode v velikem obsegu prilagodil za izgradnjo teras in kopanje kanalov in bazenov.
Drugi razvoj je bil v hidrologiji, ki je prinesla vodo v vrtove za namakanje rastlin ter za uporabo v številnih vodnjakih. Ta razvoj ni bil v celoti uspešen v Versaillesu, ker je bil na planoti; tudi z 221 črpalkami in sistemom kanalov, ki dovajajo vodo iz Sene in gradnjo ogromne črpalne naprave v Marly leta 1681, še vedno ni bilo dovolj pritiska vode za vse fontane da bi delovale na naenkrat. Fontainiers je bil postavljeni vzdolž kraljeve sprehajalne poti in vklopil fontano na vsaki lokaciji posebej tik preden je prispel kralj.
Povezan razvoj je potekal v področju hydroplasie, umetnosti in znanosti oblikovanja vode v različnih oblikah, kot je bil vodnjak. Oblika vode je odvisna sile vode in oblike šobe. Nove oblike, ustvarjene s pomočjo te umetnosti, so poimenovali tulipe (tulipan), double gerbe (dvojni snop), Girandole (namizni okras), candélabre (ulična svetilka) in corbeille (šopek), La Boule en l'air (žoga v zraku) in L'Evantail (ventilator). Ta umetnost je bila tesno povezana z ognjemetom tistega časa, ko so poskušali doseči podobne učinke ognja namesto vode. Oba, fontane in ognjemet, je pogosto spremljala glasba in sta bila zasnovana tako, da pokažeta kako je mogoče naravo (voda in ogenj) oblikovati po volji človeka. [24]
Še en pomemben razvoj je bil v hortikulturi, v zmožnosti vzgajati rastline iz toplejših podnebjih v severnem evropskem podnebju, jih ščititi v stavbah in spravljati na prostem v lončkih. Prve Oranžerije so bile zgrajene v Franciji v 16. stoletju, po uvedbi pomarančevca po italijanskih vojnah. Oranžerija v Versaillesu ima posebej debele stene, ki ohranjajo temperaturo v zimskem času med 5 in 8 stopinj Celzija. Danes lahko ščitijo 1055 dreves.

## Seznam

### Predhodniki v renesančnem slogu
- Château d'Anet (1536)
- Château de Villandry (1536, uničen v 19. st. in začeta obnova  1906)
- Palača Fontainebleau (1522–1540)
- Château de Chenonceau, vrtovi Diane de Poitiers in Katarine de Medici (1559–1570)

### Vrtovi, ki jih je oblikoval André Le Nôtre
- Vaux-le-Vicomte (1658–1661)
- Versajski dvorec (1662–1700)
- Château de Chantilly (1663–1684)
- Palača Fontainebleau (1645–1685)
- Château de Saint-Cloud (1664–65)
- Vrtovi Tuilerije (1664)
- Veliki kanal v Versajskih vrtovih (1668–1669)
- Dvorec Saint-Germain-en-Laye (1669–1673)
- Parc de Sceaux (1670)
- Château de Dampierre (1673–1783)
- Grand Trianon, Versailles (1687–1688)
- Château de Clagny (1674–1680)
- Château de Meudon
- Château de Cordès (1695)

### Poznejši vrtovi
- Château de Breteuil (1730–1784)

### 19. - 21. stoletje
- Jardin de la Magalone,  Marseille, vrt Eduarda Andreja, 1891.
- Nemours Mansion in vrtovi - posest Alfreda I. du Ponta, zgodnje 20. st..
- Pavillon de Galon v Cucuron, urejen 2004

## Nekateri francoski vrtovi izven Francije

### Nemčija
- Grad Hohenaltheim
- Grajski vrt v Erlangenu
- Hesperidengärten v Nürnbergu
- Grad Delitzsch v Delitzsch
- Grad Augustusburg v Brühlu
- Grad Schwetzingen
- Würzburška rezidenca
- Palača Schleissheim, München
- Grajski park Nymphenburg v Münchnu
- Baročni vrt Großsedlitz pri Dresdenu
- Herrenhausen v Hannovru (1676–1680)
- Proštijski vrt v Hirzenachu
- Grad Veitshöchheim pri Würzburgu
- Grajski park Ludwigsburg
- Park Fuldaer Stadtschloss
- Grad Gottorf  v Schleswig
- Grad Benrath v Düsseldorfu
- Grad Hundisburg v Sachsen-Anhalt
- Karlsaue, Kassel, (1785)

### Avstrija
- Graščina Mirabell v Salzburgu
- Schönbrunn na Dunaju, oblikoval Jean Trehet
- Belvedere na Dunaju, oblikoval Dominique Girard
- Augarten na Dunaju
- Grad Hof v Spodnji Avstriji

### Italija
- Palača Caserta pri Neaplju
- Grad Stupinigi pri Torinu

### Poljska
- Grad Nieborów, Woiwodschaft Łódź

### Rusija
- Petergof, Sankt Petersburg, Rusija (1714–1725)
- Poletni vrt, Poletna palača St. Petersburg (1712–1725)